# Meistriliiga 2022
La Meistriliiga 2022, nota come A. Le Coq Premium Liiga 2022 per ragioni di sponsorizzazione, è stata la 32ª edizione della massima serie del campionato estone di calcio, iniziata il 1º marzo 2022 e terminata il 12 novembre 2022. Il Flora Tallinn ha vinto il torneo per la quattordicesima volta nella sua storia.

## Stagione

### Novità
Dalla Meistriliiga 2021 è retrocesso il Tulevik Viljandi, che ha rinunciato all'iscrizione in massima serie per un ridimensionamento societario ed è stato dunque riammesso il Vaprus Pärnu, ultimo classificato nella stagione precedente. Il Maardu, vincitore dell'Esiliiga 2021, ha anch'esso rinunciato a partecipare alla Meistriliiga per motivi economici e al suo posto è stato ripescato il Kalev Tallinn, secondo classificato.

### Formula
Le 10 squadre partecipanti si affrontano in un doppio girone di andata e ritorno, per un totale di 36 giornate. La squadra campione di Estonia ha diritto a partecipare alla UEFA Champions League 2023-2024 partendo dal primo turno di qualificazione. Le squadre classificate al secondo e terzo posto sono ammesse alla UEFA Europa Conference League 2023-2024 partendo dal primo turno di qualificazione, assieme alla squadra vincitrice della coppa nazionale. L'ultima classificata retrocede direttamente in Esiliiga, mentre la penultima disputa uno spareggio contro la seconda classificata della Esiliiga per la permanenza in Meistriliiga.

### Avvenimenti
Il Flora Tallinn, capolista solitario dalla 7ª alla 12ª giornata e poi di nuovo dalla 18ª, ha vinto il campionato con cinque turni di anticipo, col successo per 1-7 in casa del Vaprus Pärnu che ha mantenuto la distanza dal Levadia Tallinn di 15 punti, sufficienti dati gli scontri diretti a favore del Flora, che a fine stagione totalizza 97 punti, eguagliando il record del Levadia del campionato 2009.

## Squadre partecipanti
| Club            | Città      | Stadio                   | Stagione precedente                  |
| --------------- | ---------- | ------------------------ | ------------------------------------ |
| Flora Tallinn   | Tallinn    | A. Le Coq Arena          | 2º posto in Meistriliiga             |
| Kalev Tallinn   | Tallinn    | Kadriorg Stadium         | 2º posto in Esiliiga, ripescato      |
| Kuressaare      | Kuressaare | Kuressaare Linnastaadion | 7º posto in Meistriliiga             |
| Levadia Tallinn | Tallinn    | A. Le Coq Arena          | Campione d'Estonia                   |
| Kalju Nõmme     | Tallinn    | Sportland Arena          | 4º posto in Meistriliiga             |
| Paide           | Paide      | Paide Linnastaadion      | 3º posto in Meistriliiga             |
| Tammeka Tartu   | Tartu      | Tamme Staadion           | 9º posto in Meistriliiga             |
| TJK Legion      | Tallinn    | Sportland Arena          | 5º posto in Meistriliiga             |
| Trans Narva     | Narva      | Kreenholmi Staadion      | 6º posto in Meistriliiga             |
| Vaprus Pärnu    | Pärnu      | Pärnu Rännastaadion      | 10º posto in Meistriliiga, riammesso |

## Stagione regolare

### Classifica finale
|                    | Pos. | Squadra         | Pt | G  | V  | N  | P  | GF | GS | DR  |
| ------------------ | ---- | --------------- | -- | -- | -- | -- | -- | -- | -- | --- |
| Estonia (bandiera) | 1.   | Flora Tallinn   | 97 | 36 | 31 | 4  | 1  | 94 | 21 | +73 |
|                    | 2.   | Levadia Tallinn | 79 | 36 | 24 | 7  | 5  | 74 | 25 | +49 |
|                    | 3.   | Paide           | 65 | 36 | 19 | 8  | 9  | 84 | 37 | +47 |
|                    | 4.   | Kalju Nõmme     | 65 | 36 | 19 | 8  | 9  | 59 | 30 | +29 |
|                    | 5.   | Kuressaare      | 50 | 36 | 13 | 11 | 12 | 49 | 51 | -2  |
|                    | 6.   | Tammeka Tartu   | 39 | 36 | 10 | 9  | 17 | 38 | 57 | -19 |
|                    | 7.   | Trans Narva     | 38 | 36 | 10 | 8  | 18 | 43 | 58 | -15 |
|                    | 8.   | Kalev Tallinn   | 35 | 36 | 10 | 5  | 21 | 42 | 92 | -50 |
|                    | 9.   | TJK Legion (-4) | 22 | 36 | 6  | 8  | 22 | 34 | 82 | -48 |
|                    | 10.  | Vaprus Pärnu    | 11 | 36 | 3  | 2  | 31 | 32 | 96 | -64 |

Legenda:
      Campione di Estonia e ammessa alla UEFA Champions League 2023-2024
      Ammessa alla UEFA Europa Conference League 2023-2024
 Ammessa allo spareggio promozione-retrocessione
      Retrocessa in Esiiliga 2023.
Regolamento:
Tre punti a vittoria, uno a pareggio, zero a sconfitta.
La classifica viene stilata secondo i seguenti criteri:
- Punti conquistati
- Spareggio (solo per decidere la squadra campione)
- Meno partite perse a tavolino
- Partite vinte
- Punti conquistati negli scontri diretti
- Differenza reti negli scontri diretti
- Differenza reti generale
- Reti totali realizzate
- Fair-play ranking

Il TJK Legion sconta quattro punti di penalizzazione per ritardi nel processo di richiesta della licenza. Il 23 dicembre 2022 è retrocesso in Esiliiga per difficoltà finanziarie.

### Risultati

#### Partite (1-18)
|                 | Flo  | Kal  | Klj  | Kur  | Lev  | Pai  | Tam  | TJK  | Tra  | Vap  |
| --------------- | ---- | ---- | ---- | ---- | ---- | ---- | ---- | ---- | ---- | ---- |
| Flora Tallinn   | –––– | 7-1  | 2-0  | 4-0  | 2-0  | 0-0  | 3-2  | 2-0  | 1-0  | 6-1  |
| Kalev Tallinn   | 2-4  | –––– | 0-3  | 0-3  | 0-1  | 0-3  | 1-0  | 2-2  | 5-2  | 1-0  |
| Kalju Nõmme     | 1-2  | 2-1  | –––– | 2-0  | 0-1  | 1-0  | 3-1  | 3-0  | 3-0  | 2-0  |
| Kuressaare      | 0-3  | 1-0  | 1-1  | –––– | 1-1  | 2-1  | 3-0  | 1-0  | 1-2  | 3-2  |
| Levadia Tallinn | 1-1  | 5-1  | 1-1  | 1-0  | –––– | 1-0  | 4-0  | 2-0  | 6-0  | 4-1  |
| Paide           | 1-2  | 7-0  | 2-3  | 1-1  | 0-1  | –––– | 3-0  | 5-0  | 4-2  | 6-2  |
| Tammeka         | 0-4  | 1-3  | 1-1  | 1-0  | 0-1  | 1-3  | –––– | 1-4  | 1-0  | 3-1  |
| TJK Legion      | 0-1  | 1-1  | 2-4  | 2-2  | 1-3  | 1-2  | 1-1  | –––– | 0-2  | 3-0  |
| Trans Narva     | 0-3  | 5-0  | 2-1  | 0-1  | 0-1  | 1-2  | 0-2  | 2-1  | –––– | 3-1  |
| Vaprus Pärnu    | 0-2  | 3-1  | 0-1  | 3-1  | 0-8  | 1-3  | 1-2  | 1-1  | 3-5  | –––– |

#### Partite (19-36)
|                 | Flo  | Kal  | Klj  | Kur  | Lev  | Pai  | Tam  | TJK  | Tra  | Vap  |
| --------------- | ---- | ---- | ---- | ---- | ---- | ---- | ---- | ---- | ---- | ---- |
| Flora Tallinn   | –––– | 2-0  | 2-0  | 2-1  | 2-1  | 1-0  | 1-0  | 4-1  | 1-1  | 3-1  |
| Kalev Tallinn   | 1-1  | –––– | 0-3  | 1-2  | 0-3  | 2-7  | 2-5  | 2-0  | 0-2  | 1-0  |
| Kalju Nõmme     | 1-0  | 6-0  | –––– | 3-1  | 0-1  | 1-2  | 1-1  | 1-0  | 1-1  | 4-0  |
| Kuressaare      | 2-3  | 1-1  | 0-0  | –––– | 2-3  | 3-3  | 2-2  | 1-0  | 3-1  | 1-0  |
| Levadia Tallinn | 1-2  | 3-1  | 1-1  | 2-3  | –––– | 1-2  | 1-0  | 3-0  | 1-1  | 3-0  |
| Paide           | 1-2  | 1-2  | 1-0  | 0-0  | 0-0  | –––– | 3-0  | 10-0 | 2-0  | 4-2  |
| Tammeka         | 0-1  | 1-3  | 3-0  | 1-1  | 0-3  | 1-1  | –––– | 2-0  | 2-0  | 1-0  |
| TJK Legion      | 0-7  | 2-3  | 1-2  | 3-2  | 1-1  | 1-1  | 1-1  | –––– | 1-0  | 2-1  |
| Trans Narva     | 0-4  | 1-1  | 0-0  | 2-2  | 0-1  | 1-1  | 0-0  | 6-1  | –––– | 1-0  |
| Vaprus Pärnu    | 1-7  | 2-3  | 0-3  | 0-1  | 2-3  | 1-2  | 1-1  | 0-1  | 1-0  | –––– |

## Spareggio promozione/retrocessione
|            | Risultati |            | Luogo e data              |
| ---------- | --------- | ---------- | ------------------------- |
| Elva       | 0 - 3     | TJK Legion | Elva, 23 novembre 2022    |
| TJK Legion | 0 - 1     | Elva       | Tallinn, 27 novembre 2022 |
|            |           |            |                           |

## Statistiche

### Capoliste solitarie
|    | —— | —— | —— | —— | —— | ——            | ——            | ——            | ——            | ——            | ——            | ——  | ——  | ——  | ——  | ——  | ——            | ——            | ——            | ——            | ——            | ——            | ——            | ——            | ——            | ——            | ——            | ——            | ——            | ——            | ——            | ——            | ——            | ——            | ——            | —— |  |
|    |    |    |    |    |    | Flora Tallinn | Flora Tallinn | Flora Tallinn | Flora Tallinn | Flora Tallinn | Flora Tallinn |     |     |     |     |     | Flora Tallinn | Flora Tallinn | Flora Tallinn | Flora Tallinn | Flora Tallinn | Flora Tallinn | Flora Tallinn | Flora Tallinn | Flora Tallinn | Flora Tallinn | Flora Tallinn | Flora Tallinn | Flora Tallinn | Flora Tallinn | Flora Tallinn | Flora Tallinn | Flora Tallinn | Flora Tallinn | Flora Tallinn |    |  |
|    |    |    |    |    |    |               |               |               |               |               |               |     |     |     |     |     |               |               |               |               |               |               |               |               |               |               |               |               |               |               |               |               |               |               |               |    |  |
|    |    |    |    |    |    |               |               |               |               |               |               |     |     |     |     |     |               |               |               |               |               |               |               |               |               |               |               |               |               |               |               |               |               |               |               |    |  |
| 1ª | 2ª | 3ª | 4ª | 5ª | 6ª | 7ª            | 8ª            | 9ª            | 10ª           | 11ª           | 12ª           | 13ª | 14ª | 15ª | 16ª | 17ª | 18ª           | 19ª           | 20ª           | 21ª           | 22ª           | 23ª           | 24ª           | 25ª           | 26ª           | 27ª           | 28ª           | 29ª           | 30ª           | 31ª           | 32ª           | 33ª           | 34ª           | 35ª           | 36ª           |    |  |

### Classifica marcatori
| Gol |  |  | Giocatore             | Squadra         |
| --- |  |  | --------------------- | --------------- |
| 21  |  |  | Zakaria Beglarishvili | Levadia Tallinn |
| 16  |  |  | Robi Saarma           | Paide           |
| 15  |  |  | Sten Reinkort         | Kuressaare      |
| 13  |  |  | Konstantin Vassiljev  | Flora Tallinn   |
| 12  |  |  | Alex Matthias Tamm    | Kalju Nõmme     |
| 12  |  |  | Rauno Alliku          | Flora Tallinn   |
| 12  |  |  | Denys Dedečko         | Trans Narva     |
| 11  |  |  | Martin Miller         | Flora Tallinn   |
| 11  |  |  | Nikita Ivanov         | TJK Legion      |
| 10  |  |  | Sergei Zenjov         | Flora Tallinn   |
| 10  |  |  | Danil Kuraksin        | Flora Tallinn   |
| 10  |  |  | Ats Purje             | Kalev Tallinn   |
| 10  |  |  | Kevin Mätas           | Kalev Tallinn   |
| 9   |  |  | Deabeas Owusu-Sekyere | Paide           |
| 9   |  |  | Kaimar Saag           | Paide           |
| 9   |  |  | Ebrima Singhateh      | Paide           |